# Diego Puga
Diego Puga Pequeño (Madrid, 1968) es un economista, investigador y profesor universitario español.

## Biografía
Diego Puga obtuvo su doctorado en Economía por la London School of Economics (LSE) en 1997 después de licenciarse en la Universidad Autónoma de Madrid (UAM). Tras pasar por la propia LSE, la Universidad de Toronto, como investigador en CREI (Centre de Recerca en Economía Internacional) de la Universidad Pompeu Fabra y en el Instituto Madrileño de Estudios Avanzados, en la actualidad (2020) es profesor investigador en el Centro de Estudios Monetarios y Financieros (CEMFI) asociado a la Universidad Internacional Menéndez Pelayo y dirige un programa en el Centre for Economic Policy Research con sede en Londres. Diego Puga forma parte del Grupo de Trabajo Multidisciplinar formado por el gobierno de España que asesora al Ministerio de Ciencia e Innovación en materias científicas relacionadas con la pandemia de COVID-19.
Sus investigaciones se desarrollan en torno a la economía urbana, geografía económica y comercio internacional y están financiadas por un Advanced Grant del Consejo Europeo de Investigación. En 2008 recibió el Premio de la Fundación Banco Herrero por «su contribución al desarrollo de un modelo de nueva geografía económica, que incorpora por primera vez los efectos de equilibrio general y establece las vías por las que la concentración industrial se traduce en diferencias salariales entre regiones» y en 2020 fue galardonado con el Premio Rey Jaime I de Economía que otorga la Generalidad Valenciana, «por sus contribuciones a la economía espacial».